# Стародавні (міфи Ктулху)
Стародавні або Великі Древні (англ. Great Old Ones) — вигадані істоти Міфів Ктулху, придумані Говардом Лавкрафтом і його послідовниками. У Міфах виконують роль богів, проте автори наголошують, що це цілком матеріальні, хоч і дуже могутні створіння.
Сам Лавкрафт придумав сімох з них: Азатота, Ктулху, Гатоноа, Шуб-Ніггурат, Йог-Сотота, Н'ярлятотепа та Йіга. Послідовниками список було розширено до понад сотні.

## Роль в Міфах Ктулху
Стародавні — могутні істоти, ровесники Всесвіту. Вони шановані членами містичних сект як боги. Стародавні мешкають в інших зоряних системах або взагалі за межами нашого всесвіту, у більшій кількості вимірів, ніж три, рідше вони ховаються в глибинах морів або надрах Землі. Як правило, у видимому образі Стародавні мають гігантські розміри і виглядають для людей як чудовиська чи нагромадження геометричних фігур.
Їх могутність заснована на невідомих людству силах, які традиційно вважаються магічними. Вона не безмежна і має свої рамки, часто поширюється на цілу планету. Стародавні можуть впливати на земні справи лише за певних умов і лише тоді, коли їм допомагають їхні послідовники — культисти.
Вважається, що на даний момент Великі Древні обмежені у свободі дій і пересування, подібно полоненим. Причина та природа цього «ув'язнення» неясні. У творах Лавкрафта на це немає прямих вказівок, а інші автори пропонують різні трактування.
Найпопулярніша версія про те, що Стародавні колись були переможені іншою расою надприродних істот — Старшими богами (англ. Elder Gods), з яких найвідоміші Бастет, Гіпнос і Ноденс. Нерідко протистояння Великих Древніх і Старших богів розглядають як протистояння зла і добра. Проте Старші боги є для людей лише умовно «добрими», і насправді вони не менш чужі людям, ніж Великі Древні. У ряді творів послідовників Лавкрафта герої використовують для захисту від Великих Древніх «знак Старших богів».
Відповідно до іншого трактування, Великі Древні зникли з видимого всесвіту за власним бажанням і перебувають в стані, подібному до сну. Вони безсмертні, але їхнє життя залежить від космічних циклів і розташування зірок. Коли зірки стають в «правильне» положення, Великі Древні прокидаються. Так Ктулху, будучи пробудженим людьми в «Поклику Ктулху», деякий час переслідував їх, але врешті, скоріше за все, повернувся до сну в своєму місті Рл'єсі, оскільки розташування зірок не сприяло його активному життю.
|  | Древні були, Древні є, і будуть. Не в тих просторах, про які нам відомо, але між ними. Вони йдуть незворушні і початкові, безрозмірні і невидимі для нас. Йог-Сотот знає ворота. Йог-Сотот і є ворота. Йог-Сотот - і ключ, і страж воріт. Минуле, сьогодення, майбутнє, все — в Йог-Сототі. Він знає, звідки Стародавні прийшли в минулому, і знає, звідки Вони прийдуть у майбутньому. — «Жахіття Данвіча», Г. Ф. Лавкрафт |

## Зовнішні та Старші боги
Крім Великих Древніх автори Міфів Ктулху іноді виділяють «Зовнішніх богів» (англ. Outer Gods). Вони є не конкретними істотами, а втіленнями принципів буття. З цієї причини вони розглядаються як верховні божества, стоять в ієрархії вище Великих Древніх і протегують їм. Традиційно до Зовнішніх богів відносять Йог-Сотота, Азатота, Шуб-Ніггурат і Н'ярлатотепа. Крім них в Міфах Ктулху зрідка згадуються: Абхот (англ. Abhoth), Даолот (англ. Daoloth), Ґрот (Groth), Гідра (англ. Hydra), Мландот (англ. Mlandoth), Тулзуча (англ. Tulzuscha), Убо-Сатхла (англ. Ubo-Sathla), Вордавосс (англ. Vordavoss) і Ксіурн (англ. Xiurhn).
Старші боги (англ. Elder Gods) — це істоти, що протистоять Великим Давнім та Іншим Богам. Вони можуть бути доброзичливими до конкретних людей або людства в цілому, проте є не менш чужорідними, ніж свої противники. До них належать Баст, Ноденс, Ултар, Гіпнос та декотрі інші боги земних міфів. Знак Старших богів (англ. Elder Sign), запроваджений Августом Дерлетом, у вигляді неправильної п'ятикутної зірки, захищає від впливу Зовнішніх богів. Окрім них прихильні до людей Великі (англ. Great Ones) або Земні боги — молодші боги чи напівбоги, що мешкають в Країні Снів.

## У масовій культурі
Лавкрафтівські Великі Древні фігурують в таких настільних іграх, як Cthulhu Wars, Cthulhu: Xothic Wars, Arkham Horror, Eldritch Horror, Dunwich Horror, Pathfinder. З Великими Древніми мають паралелі боги Хаосу Warhammer Fantasy, Warhammer 40,000 та Age of Sygmar. У відеогрі Bloodborne є істоти Древні, аналогічні лавкрафтівським Великим Древнім. Аналогічні істоти, ворожі людству, надзвичайно могутні та неосягненні, є персонажами таких відеоігор, як ігри серії Dead Space, Call of Cthulhu: Dark Corners of the Earth, Darkest Dungeon.
Істоти Стародавні фігурують у фільмі «Хижа у лісі». Такі істотами є частиною всесвіту «Доктора Хто», де описані як жителі попереднього всесвіту. Посилання на Великих Древніх є в телесеріалах «Дивні дива», «Вавилон-5» анімаційних серіалах «Справжні мисливці на привидів», «Таємниці Ґравіті Фолз».